# Dao Bandon
Dao Bandon (tiếng Thái: ดาว บ้านดอน 4 tháng 1 năm 1947 -) Là một ca sĩ và Nhạc sĩ Thái lan

## Đầu đời
Dao Bandon Tên thật Tiem serksiri (tiếng Thái: เทียม เศิกศิริ) Được sinh ra vào 4 tháng 1 năm 1947 Tại nhà Donmayang, Tambol tadthong, Quận Mueang yasothorn, Tỉnh Yasothorn, Thái lan Là hậu duệ của một nông dân Có 7 anh chị em Anh đã vất vả từ nhỏ Tốt nghiệp từ tiểu học 4 Không có cơ hội tiếp tục học mặc dù là một học sinh tốt trí nhớ tốt Anh ấy đã nhận tấn phong được Samanera.

## Âm nhạc
- Khon khi lang kwai (คนขี่หลังควาย)
- Num lam nam chi (หนุ่มลำน้ำชี)
- Num yasothon (หนุ่มยโสธร)
- Watsana sieng noi (วาสนาเซียงน้อย)
- Tui nui (ตุ้ยนุ้ย)
- Khaen sakid sao (แคนสะกิดสาว)
- Sieng kruan jak chai daen (เสียงครวญจากชายแดน)
- Lam phloen charoen jai (ลำเพลินเจริญใจ)

## Âm nhạc Sáng tác bài hát cho các ca sĩ khác

### Jintara Poonlarp
- Rak salai fa dok fai ban (รักสลายดอกฝ้ายบาน)
- Rak phang wang sam mor (รักพังวังสามหมอ)
- Ngao jai nai tang daen (เหงาใจในต่างแดน)
- Won nang non (วอนนางนอน)
- Pha mai ai leum (ผ้าไหมอ้ายลืม)
- Jao Bao Hai (เจ้าบ่าวหาย)
- Covid Ma Nam Ta Lai (โควิดมาน้ำตาไหล)

### Saengaroon Boonyoo
- Khor mun mak mai yak rak (ข้อมูลมากไม่อยากรัก)

### Dorkor thungthong
- Rak phai thi kaengsapheu (รักพ่ายที่แก่งสะพือ)

### Honey sri-esan
- Nam ta lon bon thi non (น้ำตาหล่นบนที่นอน)

### Ratchada phlaphol
- Phit wang yang kin khao saeb (ผิดหวังยังกินข้าวแซ่บ)

### Noknoi uraiphorn
- Khi reh saneh raeng (ขี้เหร่เสน่ห์แรง)